# 博胡米尔·瓦尼亚
博胡米尔·瓦尼亚（捷克語：Bohumil Váňa，1920年1月17日—1989年11月4日），捷克斯洛伐克男子乒乓球运动员。他曾获得13枚世界乒乓球锦标赛金牌。 